# José Silva Rodrigues
José Manuel Silva Rodrigues (1951) é um economista português e foi presidente da Companhia Carris de Ferro de Lisboa, Metropolitano de Lisboa e Transtejo e Soflusa, entre 2003 e 2013.
Licenciou-se em Economia pelo Instituto Superior de Economia e Gestão em 1974, onde também lecionou enquanto assistente convidado. Também lecionou no Instituto Superior de Línguas e Administração e no Instituto Superior de Gestão.
Em 2003 assume enquanto Presidente do Conselho de Administração da Carris. Atualmente continua em funções no seu terceiro mandato consecutivo.
Ganhou em 2010 o Prémio dos Internautas no evento Transportes Públicos 2010 - Salão Europeu da Mobilidade.